# Sielnické vrchy
Sielnické vrchy jsou geomorfologický podcelek Chočských vrchů. Leží ve střední části pohoří, na pomezí Oravy a Liptova.

## Vymezení
Podcelek zabírá centrální část Chočských vrchů, ze západu od Choča ho odděluje sedlo Vrchvarta a údolí potoka Ráztočná, na východě vede hranice s Prosečným Sestrčskou dolinou s potokem Sestrč. Na severu navazuje Oravská vrchovina a Zuberská brázda, patřící do Podtatranské brázdy a jižní okraj území sousedí s Liptovskou kotlinou, podcelkem Podtatranské kotliny . 

## Vrcholy
- Magura (1171 m n. m.) - nejvyšší vrch podcelku
- Havrania (1130 m n. m.)
- Ostroň (1105 m n. m.)
- Sielnická hora (1051 m n. m.)
- Ostrý vrch (1011 m n. m.)

## Ochrana přírody
Na okraji Sielnických vrchů leží národní přírodní památka Lúčanský vodopád, architektonickou památkou je na jihovýchodním okraji situovaný Liptovský hrad. 